# マンガデザイナーズラボ
マンガデザイナーズラボ（英：Manga Designers Lab.）は、日本発のオリジナルクリエイティブ手法、マンガデザインを活用した企画・制作を主な事業内容とするクリエイティブエージェンシー。